# Famiglia di origine
Famiglia di origine si riferisce al primo gruppo sociale a cui una persona appartiene durante l'infanzia, che spesso è la famiglia biologica o una famiglia adottiva. La famiglia di origine è spesso menzionata in contrasto con la famiglia scelta indipendentemente in età adulta (come il matrimonio, vivere in modo indipendente, ecc).

## Psicologia
Poiché la consulenza psicologica e la psicoterapia sono gradualmente diventate più prevalenti, la salute mentale, lo sviluppo hanno ricevuto maggiore attenzione. Il concetto di famiglia di origine fornisce una nuova prospettiva per comprendere e affrontare le relazioni intergenerazionali e trattare il trauma psicologico causato dalle relazioni intime. Durante il lungo processo di crescita, le persone sviluppano abitudini di pensiero e modelli di attaccamento fissi. Il processo di crescita è anche un processo di riconoscimento, percezione e riflessione sulla propria famiglia di origine.

## Sociologia
Con la urbanizzazione e l'aumento dei livelli di istruzione nel terzo mondo, ci sono differenze significative tra le generazioni in termini di educazione, valori, stili di vita, ecc. La crescente enfasi sul concetto di famiglia di origine riflette il divario generazionale causato dalla rapida crescita economica.